# Picus
Picus Linnaeus, 1758 è un genere di uccelli della famiglia dei Picidae.

## Tassonomia
Comprende le seguenti specie:
- Picus chlorolophus Vieillot, 1818 - nucagialla minore
- Picus puniceus Horsfield, 1821 - picchio alicremisi
- Picus viridanus Blyth, 1843 - picchio pettovergato
- Picus vittatus Vieillot, 1818 - picchio striolato
- Picus xanthopygaeus (J.E.Gray & G.R.Gray, 1847) - picchio golastriata
- Picus squamatus Vigors, 1831 - picchio panciasquamata
- Picus awokera Temminck, 1836 - picchio del Giappone
- Picus viridis Linnaeus, 1758 - picchio verde
- Picus sharpei (Saunders, 1872) -
- Picus vaillantii (Malherbe, 1847) - picchio di Leivallant
- Picus rabieri (Oustalet, 1898) - picchio collare rosso
- Picus erythropygius (Elliot, 1865) - picchio testanera
- Picus canus J.F.Gmelin, 1788 - picchio cenerino

Le due specie che vivono in Europa sono il Picus viridis (picchio verde) e il Picus canus (picchio cinerino).